# 모 (춘추)
모(毛, ? ~ 기원전 516년)는 중국 춘추 시대 주나라의 제후국으로, 작위는 백작이며 성은 희(姬)이다.

## 개요
시조는 모숙 정(毛叔鄭)으로, 무왕(武王)의 동생이다.
모백 득 8년(기원전 516), 진(秦)나라의 침공을 받아 멸망하였다.

## 역대 군주
| 대수      | 시호       | 휘         | 재위                        | 비고            |
| --------- | ---------- | ---------- | --------------------------- | --------------- |
| 1         |            | 정(鄭)     |                             |                 |
|           | 의공(懿公) |            | ? ~ 기원전 999년?           |                 |
|           |            | 여(旅)     |                             |                 |
| 군주 불명 |            |            |                             |                 |
|           |            | 반(班)     |                             |                 |
| 군주 불명 |            |            |                             |                 |
|           |            | 흠(歆)     |                             |                 |
| 군주 불명 |            |            |                             |                 |
|           |            | 음(音)     |                             |                 |
|           |            | 익부(翌父) |                             |                 |
| 군주 불명 |            |            |                             |                 |
|           |            | 위(衛)     | ? ~ 기원전 594년            |                 |
| 군주 불명 |            |            |                             |                 |
|           |            | 과(過)     | ? ~ 기원전 524년            | 득에게 시해     |
|           |            | 득(得)     | 기원전 523년 ~ 기원전 516년 | 진나라에게 멸망 |